# 삼성 세투스
삼성 세투스(Samsung Cetus)는 삼성전자에서 출시 예정인 윈도우 폰 7 운영체제를 탑재한 스마트폰으로 미국 AT&T와 캐나다 로저스 커뮤니케이션스용 모델로 출시될 예정이다.

## 같이 보기
- 윈도우 폰 7